# Hollókő
Hollókő  [ˈholːoːkøː] ja palóčka etnografska vas v županiji Nógrád v severni Madžarski, ki je skupaj s svojim naravnim okoljem del svetovne kulturne dediščine. 

## Zgodovina
Po mongolskih osvajalskih pohodih sredi 13. stoletja se je v Hollóku najprej začel graditi grad, ki bi ščitil okolico pred naslednjimi napadi. V regiji  je takrat vladala plemiška družina Kacsics. Grad je v pisnih dokumentih prvič omenjen leta 1310. Prva vas je bila zgrajena tik pod grajskim obzidjem. 
Grad so leta 1552 zasedli Turki. Naslednjih 150 let ja bil izmenoma v turški in ogrski posesti.  Po koncu turške zasedbe Ogrske leta 1683 so grad in vas opustili in pod njo  zgradili sedanjo vas. Približno v tem času je bio zgrajenih več obstoječih vaških hiš. Hiše so delno lesene, zato so bile zaradi dotrajanosti in občasnih požarov večkrat obnovljene, zadnjič leta 1909.  
Leta 1987 so bili naselje, razvaline gradu in naravna okolica vpisani na Unescov seznam svetovne kulturne dediščine.

## Znamenitosti
- zaščiteni del vasi – ulici Lajos Kossuth in Sándor Petőfi s 55 hišami
- vaški muzej
- poštni muzej
- podeželska hiša
- muzej  lutk
- hiša tkalcev
- razstava lesorezca Ferenca Kelemena
- rimskokatoliška cerkev
- grad Hollókő

## Galerija
- Ófalu Fő utca
- Vaško središče
- Lajos Kossuth utca 114
- Lajos Kossuth utca 117
- Cserháški griči severno od vasi